# Llista de marquesats d'Espanya

Corona de marquès.

El que segueix és una llista no exhaustiva de marquesats d'Espanya. El 2005 existien 1362 marquesats, dels quals 140 són Grans d'Espanya.
| Accés directe a l'índex alfabètic de la categoria                              |
| ------------------------------------------------------------------------------ |
| Torna al principi·0-9·A·B·C·D·E·F·G·H· I ·J·K·L·M·N·O·P·Q·R·S·T·U·V·W·X·Y·Z·Fi |

## A
- Marquesat d'Abella
- Marquesat d'Acapulco
- Marquesat d'Accadia
- Marquesat d'Acha
- Marquesat d'Acialcázar
- Marquesat d'Acaya
- Marquesat d'Adeje
- Marquesat de la Adrada
- Marquesat d'Agoncillo
- Marquesat d'Agrópoli
- Marquesat d'Aguas Claras
- Marquesat d'Aguiar
- Marquesat de Águila Real
- Marquesat d'Aguilafuente
- Marquesat d'Aguilar
- Marquesat d'Aguilar de Campoo
- Marquesat d'Aguilar de Ebro
- Marquesat d'Aguilar de Vilahur
- Marquesat de Águilas
- Marquesat d'Ahumada
- Marquesat d'Alameda
- Marquesat de Álava
- Marquesat del Albaicín
- Marquesat d'Albaida
- Marquesat d'Albaserrada
- Marquesat d'Albis
- Marquesat d'Albo
- Marquesat d'Alboloduy
- Marquesat d'Albolote
- Marquesat d'Alborán
- Marquesat d'Alborroces
- Marquesat d'Albranca
- Marquesat d'Albudeyte
- Marquesat d'Alcalá de la Alameda
- Marquesat d'Alcañices
- Marquesat d'Alcántara del Cuervo
- Marquesat d'Alcedo
- Marquesat d'Alcocebar
- Marquesat d'Alconchel
- Marquesat d'Aldama
- Marquesat d'Aledo
- Marquesat d'Alegrete
- Marquesat d'Alella
- Marquesat de la Alameda de Mendoza
- Marquesat d'Alenquer
- Marquesat d'Alentorn
- Marquesat d'Alfarrás
- Marquesat de La Algaba
- Marquesat d'Algara de Gres
- Marquesat d'Algarinejo
- Marquesat d'Algecilla
- Marquesat d'Alginet
- Marquesat d'Alhama
- Marquesat d'Alhendín de la Vega de Granada
- Marquesat d'Alhucemas
- Marquesat d'Aliseda
- Marquesat d'Almaguer
- Marquesat d'Almanzora
- Marquesat d'Almarza
- Marquesat d'Almazán
- Marquesat d'Almeiras
- Marquesat d'Almenara
- Marquesat d'Almendares
- Marquesat d'Almodóvar del Río
- Marquesat d'Almonacid de los Oteros
- Marquesat d'Almonacir
- Marquesat d'Almunia
- Marquesat d'Alonso de León
- Marquesat d'Alonso Martínez
- Marquesat d'Alonso-Pesquera
- Marquesat d'Alós
- Marquesat d'Alquibla
- Marquesat d'Alta Gracia
- Marquesat d'Altamira
- Marquesat d'Altamira de Puebla
- Marquesat d'Altavilla
- Marquesat d'Alventos
- Marquesat de las Amarillas
- Marquesat d'Amposta
- Marquesat d'Amurrio
- Marquesat d'Añavete
- Marquesat d'Andía
- Marquesat d'Angeja
- Marquesat d'Anglesola
- Marquesat d'Angulo
- Marquesat d'Apartado
- Marquesat d'Apezteguía
- Marquesat d'Aracena
- Marquesat d'Aranda
- Marquesat d'Arcicóllar
- Marquesat d'Arcos
- Marquesat d'Ardales
- Marquesat d'Arellano
- Marquesat del Arenal
- Marquesat d'Arenas
- Marquesat d'Argelita
- Marquesat d'Argensola
- Marquesat d'Argentera
- Marquesat d'Argüelles
- Marquesat d'Argüeso
- Marquesat d'Ariany
- Marquesat d'Arias Navarro
- Marquesat d'Arienzo
- Marquesat d'Ariño
- Marquesat d'Ariza
- Marquesat d'Arlanza
- Marquesat d'Armendáriz
- Marquesat d'Armunia
- Marquesat d'Arnegui
- Marquesat d'Arneva
- Marquesat d'Arriluce de Ybarra
- Marquesat d'Arronches
- Marquesat d'Artasona
- Marquesat d'Arucas
- Marquesat d'Asentar
- Marquesat d'Asiaín
- Marquesat d'Asprillas
- Marquesat d'Astorga
- Marquesat de la Atalaya
- Marquesat d'Atalaya Bermeja
- Marquesat d'Atarfe
- Marquesat de las Atalayuelas
- Marquesat d'Aulencia
- Marquesat d'Auñón
- Marquesat d'Avella
- Marquesat d'Avilés
- Marquesat d'Ayamonte
- Marquesat d'Aycinena
- Marquesat d'Ayerbe
- Marquesat d'Aymerich
- Marquesat d'Aytona

## B
- Marquesat de Bacares
- Marquesat de Bagnuli
- Marquesat de Baides
- Marquesat de los Balbases
- Marquesat de Balboa
- Marquesat de Balbueno
- Marquesat de Balzola
- Marquesat de Bárboles
- Marquesat de Barcarrota
- Marquesat de Barrio Lucio
- Marquesat de Baroja
- Marquesat de la Bastida
- Marquesat del Baztán
- Marquesat de Bedmar
- Marquesat de Belfuerte
- Marquesat de Bélgida
- Marquesat de Bellamar
- Marquesat de Belzunce
- Marquesat de Benalúa
- Marquesat de Benamejí
- Marquesat de Benavent
- Marquesat de Benavites
- Marquesat de Bendaña
- Marquesat de Benemejís de Sistallo
- Marquesat de Beniel
- Marquesat de Benviure
- Marquesat de Berlanga
- Marquesat de Bérriz
- Marquesat de Besora
- Marquesat de Bilbao Eguía
- Marquesat de Blegua
- Marquesat de Boadilla del Monte
- Marquesat de Bolarque
- Marquesat de Bondad Real
- Marquesat del Borghetto
- Marquesat de Bosch de Ares
- Marquesat de Bosqueflorido
- Marquesat de Bovino
- Marquesat de Bradomín
- Marquesat de Buniel
- Marquesat de Burguera

## C
- Marquesat de Cabanes
- Marquesat de Cabra
- Marquesat de Cáceres
- Marquesat de Cadreita
- Marquesat de Cádiz
- Marquesat de Caicedo
- Marquesat de Calanda
- Marquesat de Calderón de la Barca
- Marquesat de Camachos
- Marquesat de Camarasa
- Marquesat de Camarena la Vieja
- Marquesat de Camarines
- Marquesat de Cambil
- Marquesat de Camero-Viejo
- Marquesat de Campo Ameno
- Marquesat de Campo Fértil
- Marquesat de Campo-Franco
- Marquesat de Campo Nuevo
- Marquesat de Campo-Real
- Marquesat de Campo Redondo
- Marquesat de Campo Sagrado
- Marquesat de Campo Santo
- Marquesat del Campo de Villar
- Marquesat de Campollano
- Marquesat de Campóo
- Marquesat de Camps
- Marquesat de Canero
- Marquesat de la Candelaria de Yarayabo
- Marquesat de la Candia
- Marquesat de Canillejas
- Marquesat de Cañada Honda
- Marquesat de Cañete
- Marquesat de Capmany
- Marquesat de Caracena
- Marquesat de Cardeñosa
- Marquesat de Caro
- Marquesat del Carpio
- Marquesat de Carreras
- Marquesat de las Carreras
- Marquesat de Cartellá de Sabastida
- Marquesat de Casa Argudín
- Marquesat de Casablanca
- Marquesat de Casa Bermeja
- Marquesat de Casa Boza
- Marquesat de Casa Cervera
- Marquesat de Casa Concha
- Marquesat de Casa Dávila
- Marquesat de Casa Domecq
- Marquesat de Casa Enrile
- Marquesat de Casa Estrada
- Marquesat de Casa-Ferrandell
- Marquesat de Casa Fuerte
- Marquesat de Casa García del Postigo
- Marquesat de Casa Hermosa
- Marquesat de Casa-Irujo
- Marquesat de Casa Jara
- Marquesat de Casa-Jiménez
- Marquesat de Casa León
- Marquesat de Casa López
- Marquesat de Casa Núñez de Villavicencio y Jura Real
- Marquesat de Casa Oriol
- Marquesat de Casa Pacheco
- Marquesat de Casa Palacio
- Marquesat de Casa Pardiñas
- Marquesat de Casa Pizarro
- Marquesat de Casa Pombo
- Marquesat de Casa-Pontejos
- Marquesat de Casa Rábago
- Marquesat de Casa Real de Córdoba
- Marquesat de Casa Tilly
- Marquesat de Casa Tremañes
- Marquesat de Casa Vargas Machuca
- Marquesat de Casa Villavicencio
- Marquesat de Casas Novas
- Marquesat de Casasola
- Marquesat de Casinas
- Marquesat del Castañar
- Marquesat de Castel-Moncayo
- Marquesat de Castel-Rodrigo
- Marquesat de Castelar
- Marquesat de Castelfuerte
- Marquesat de Castell de Torrent
- Marquesat de Castelldosrius
- Marquesat de Castellvell
- Marquesat de los Castellones
- Marquesat de Castell-Florite
- Marquesat de Castiglione de Aragón
- Marquesat de los Castillejos
- Marquesat del Castillo de San Felipe
- Marquesat de Castrillón
- Marquesat de Castrofuerte
- Marquesat de Castromonte
- Marquesat de Cavaselice
- Marquesat de Cayo del Rey
- Marquesat de Cela
- Marquesat del Cenete
- Marquesat de la Cenia
- Marquesat de Centellas
- Marquesat de Cerralbo
- Marquesat de Cervera
- Marquesat de Cerverales
- Marquesat de Chaves
- Marquesat de Chiloeches
- Marquesat de Chinchilla
- Marquesat de la Cimada
- Marquesat de Ciria
- Marquesat de Ciutadilla
- Marquesat de las Claras
- Marquesat de Claramunt
- Marquesat de Colomina
- Marquesat de Comillas
- Marquesat de la Concepción
- Marquesat de la Concordia Española del Perú
- Marquesat de Coquilla
- Marquesat de Corbera
- Marquesat de Cordellas
- Marquesat de Córdoba
- Marquesat de Coria
- Marquesat de Corpa
- Marquesat de Cortes de Graena
- Marquesat de la Coruña
- Marquesat de Coscojuela
- Marquesat de Coto Real
- Marquesat de Covarrubias de Leyva
- Marquesat de Cropani
- Marquesat de Cubas
- Marquesat de Cuéllar
- Marquesat de Cúllar de Baza

## D
- Marquesat de Dalí de Púbol
- Marquesat de Daroca
- Marquesat de Dávila
- Marquesat de Del Bosque
- Marquesat de las Delicias de Tempú
- Marquesat de Denia
- Marquesat de Domecq d'Usquain
- Marquesat de Dos Aguas
- Marquesat del Dragón de San Miguel de Híjar
- Marquesat del Duero
- Marquesat de Dusay

## E
- Marquesat d'Eguaras
- Marquesat d'El Pedroso de Lara
- Marquesat d'Elche
- Marquesat d'Eliache
- Marquesat de la Eliseda
- Marquesat de la Encomienda
- Marquesat de la Ensenada
- Marquesat d'Escalona
- Marquesat d'Escombreras
- Marquesat d'Eslava
- Marquesat d'Espeja
- Marquesat de la Esperanza
- Marquesat d'Espinardo
- Marquesat d'Esquilache
- Marquesat d'Estella
- Marquesat d'Estepa
- Marquesat d'Esteva de las Delicias
- Marquesat d'Estrada

## F
- Marquesat de La Felguera
- Marquesat de Ferrera
- Marquesat de Figueroa
- Marquesat de Floresta
- Marquesat de La Florida
- Marquesat de Fontalva
- Marquesat de Foronda
- Marquesat de Francoforte
- Marquesat de las Franquezas
- Marquesat de Fregenal
- Marquesat de Fuentehermosa de Miranda
- Marquesat de Fuentehoyuelo
- Marquesat de Fuente el Sol
- Marquesat de Fuente Pelayo

## G
- Marquesat de Gallineras
- Marquesat de Galtero
- Marquesat de Gálvez
- Marquesat de la Gándara
- Marquesat de la Gándara Real
- Marquesat de Gandul
- Marquesat de Garriga
- Marquesat de Garrigues
- Marquesat de Gastañaga
- Marquesat de Gauna
- Marquesat de Gaver
- Marquesat de Gelida
- Marquesat de Gelves
- Marquesat de Generalife
- Marquesat de Gerona
- Marquesat de Gironella
- Marquesat de Góngora
- Marquesat de Gorbea
- Marquesat de Gramosa
- Marquesat de Gracia Real de Ledesma
- Marquesat de Grañina
- Marquesat de Grimaldi
- Marquesat de Griñón
- Marquesat de Guadalcanal
- Marquesat de Guadalcázar
- Marquesat de Guadalerzas
- Marquesat de Guadalest
- Marquesat de Guad-El-Jelu
- Marquesat de Guaimaro
- Marquesat de Guardia Real
- Marquesat de Guevara
- Marquesat de Guimarey
- Marquesat de Grutada
- Marquesat de Granja de Samaniego
- Marquesat de Heredia

## H
- Marquesat de la Habana
- Marquesat de Hermida
- Marquesat de Hermosilla
- Marquesat de Herrera
- Marquesat de Hervías
- Marquesat de Hoces y Tierra del Fuego
- Marquesat de las Hormazas
- Marquesat de Hoyos
- Marquesat de Huelves

## I
- Marquesat d'Ibarra: no s'ha de confondre amb el marquesat d'Ybarra.
- Marquesat d'Ibias
- Marquesat d'Irache
- Marquesat d'Iranda
- Marquesat d'Iria Flavia
- Marquesat d'Irún
- Marquesat d'Isabela
- Marquesat d'Iscar
- Marquesat d'Ivanrey
- Marquesat d'Iznate

## J
- Marquesat de Jabalquinto
- Marquesat de Jaureguizar
- Marquesat de Jamaica
- Marquesat de Jerez de los Caballeros
- Marquesat de Jódar
- Marquesat de Julia
- Marquesat de Jura Real

## K
- Marquesat de Kindelán

## L
- Marquesat de La Cadena
- Marquesat de Laconi
- Marquesat de Lacy
- Marquesat de La Laguna
- Marquesat de Lanzarote
- Marquesat de la Lapilla
- Marquesat de Larios
- Marquesat de Laserna
- Marquesat de la Lealtad
- Marquesat de Lede
- Marquesat de Leganés
- Marquesat de Leyva
- Marquesat de Linares
- Marquesat de los Llamos
- Marquesat de Llanzol
- Marquesat de Loreto
- Marquesat de Lozoya
- Marquesat de Lugros
- Marquesat de Lupiá

## M
- Marquesat de Maenza
- Marquesat de Magaz
- Marquesat de Malferit
- Marquesat de Mancera
- Marquesat de Manzanedo
- Marquesat de las Marismas del Guadalquivir
- Marquesat de Marañón
- Marquesat de Mariño
- Marquesat de Martínez de Campos
- Marquesat de Matallana
- Marquesat de Matonte
- Marquesat de Melgarejo de los Infantes
- Marquesat de Melín
- Marquesat de Mercader
- Marquesat del Mérito
- Marquesat de Méritos
- Marquesat de Merry del Val
- Marquesat de Miana
- Marquesat de la Mina
- Marquesat de Mijares
- Marquesat de Mirabal
- Marquesat de Miraflores de los Ángeles
- Marquesat de Mirallo
- Marquesat de Miralrío
- Marquesat de Miranda
- Marquesat de Miranda d'Ebre
- Marquesat de Miravalles
- Marquesat de Mochales
- Marquesat de Molins
- Marquesat de la Mota
- Marquesat de Mondéjar
- Marquesat de Monesterio
- Marquesat de Monistrol
- Marquesat de Monreal
- Marquesat de Monsolís
- Marquesat de Montalbán
- Marquesat de Monte Real
- Marquesat de Monteagudo
- Marquesat de Montealegre
- Marquesat de Montealegre de Aulestia
- Marquesat de Montecastro y Llanahermosa
- Marquesat de Montemayor
- Marquesat de Montemira
- Marquesat de Montemolín
- Marquesat de Monterrico
- Marquesat de Montesa
- Marquesat de Montesclaros
- Marquesat de Montoro
- Marquesat de Montsalud
- Marquesat de Moragas
- Marquesat de Mos
- Marquesat del Moscoso
- Marquesat de Moya
- Marquesat de Mozobamba del Pozo
- Marquesat de Mudela
- Marquesat de Mulhacén
- Marquesat de Mura

## N
- Marquesat de Nájera
- Marquesat de Navamorcuende
- Marquesat de Narros
- Marquesat de Navarrés
- Marquesat de Neily
- Marquesat del Nervión
- Marquesat de las Nieves
- Marquesat de Novaliches
- Marquesat de Núñez

## O
- Marquesat d'Olivara
- Marquesat d'Olivart
- Marquesat d'Oquendo
- Marquesat d'Oraní
- Marquesat d'Ordoño
- Marquesat d'Oreja
- Marquesat d'Orellana
- Marquesat d'Orís
- Marquesat d'Oró
- Marquesat d'Oropesa
- Marquesat d'Oroquieta
- Marquesat d'Osera
- Marquesat d'O'Shea
- Marquesat d'Otero
- Marquesat d'Ovieco

## P
- Marquesat de Pacheco
- Marquesat de Pallars Sobirà
- Marquesat de Las Palmas
- Marquesat de los Palacios
- Marquesat de Parabere
- Marquesat de Paradas
- Marquesat de Paredes
- Marquesat de Pascual-Bofill
- Marquesat de Patiño
- Marquesat de Paul
- Marquesat de la Paz
- Marquesat de la Peña de los Enamorados
- Marquesat de Peñaflor
- Marquesat de Peñacerrada
- Marquesat de Peñafuente
- Marquesat de Peñalba
- Marquesat de Peñalva
- Marquesat de Peñaplata
- Marquesat de Peñarrubia
- Marquesat de Perales del Río
- Marquesat de Peramán
- Marquesat de Perinat
- Marquesat de Pescara
- Marquesat de la Pezuela
- Marquesat de la Pica
- Marquesat de Piedra Blanca de Guana
- Marquesat de Pinares
- Marquesat de Polavieja
- Marquesat de Pontedeume
- Marquesat de Pontejos
- Marquesat de Portago
- Marquesat de Portugalete
- Marquesat de Pozo Rubio
- Marquesat de Pozoblanco
- Marquesat de Priego de Córdoba
- Marquesat de Puebla de Cazalla
- Marquesat de Puebla de los Infantes
- Marquesat de Puebla de Parga
- Marquesat de Puebla de Rocamora
- Marquesat de Puebla de Valverde
- Marquesat de la Puente
- Marquesat de la Puente y Sotomayor
- Marquesat de Puente de la Virgen
- Marquesat de la Puerta
- Marquesat del Puerto
- Marquesat de Puerto Nuevo
- Marquesat de Puerto-Seguro
- Marquesat de Punta Callao
- Marquesat de Puerto Seguro

## Q
- Marquesat de la Quadra
- Marquesat de Queipo de Llano
- Marquesat de Quinta Roja
- Marquesat de Quintana de las Torres
- Marquesat de Quintanar
- Marquesat de Quirós

## R
- Marquesat de Rafal
- Marquesat de Rambla
- Marquesat de Ramón y Cajal
- Marquesat del Real Socorro
- Marquesat del Real Tesoro
- Marquesat de la Regalía
- Marquesat de Reinosa
- Marquesat de Retortillo
- Marquesat de Revilla
- Marquesat de la Ría de Ribadeo
- Marquesat de la Ribera del Sella
- Marquesat de las Riberas de Boconó y Masparro
- Marquesat del Rif
- Marquesat del Rincón de San Ildefonso
- Marquesat de Riscal
- Marquesat de Rivascacho
- Marquesat de Robledo de Chavela
- Marquesat de Rocafuerte
- Marquesat de Rocamora
- Marquesat de Rodil
- Marquesat de la Romana
- Marquesat del Romeral
- Marquesat de Roncali
- Marquesat de la Rosa
- Marquesat de Rubalcava

## S
- Marquesat de Salamanca
- Marquesat del Salar
- Marquesat de Salinas
- Marquesat de las Salinas
- Marquesat de los Salados
- Marquesat de Salinas del Río Pisuerga
- Marquesat de Saliquet
- Marquesat de la Salud
- Marquesat de Salvatierra
- Marquesat de Salvatierra de Peralta
- Marquesat de Samaranch
- Marquesat de San Adrián
- Marquesat de San Andrés
- Marquesat de San Antonio
- Marquesat de San Cristóbal
- Marquesat de San Dano
- Marquesat de San Dionís
- Marquesat de San Felices
- Marquesat de San Felipe y Santiago
- Marquesat de San Fernando
- Marquesat de San Isidro
- Marquesat de San Juan de Buenavista
- Marquesat de San Juan de Nieva
- Marquesat de San Juan de Piedras Albas
- Marquesat de San Juan de Puerto Rico
- Marquesat de San Juan de Rivera
- Marquesat de San Leonardo
- Marquesat de San Leonardo de Yagüe
- Marquesat de San Lorenzo del Valleumbroso
- Marquesat de San Nicolás
- Marquesat de San Nicolás de Noras
- Marquesat de San Saturnino
- Marquesat de San Vicente
- Marquesat de San Vicente del Barco
- Marquesat de Santa Cristina
- Marquesat de Santa Cruz de Marcenado
- Marquesat de Santa Cruz de Mudela
- Marquesat de Santa Cruz de Paniagua
- Marquesat de Santa Ilduara
- Marquesat de Santa Lucía de Conchán
- Marquesat de Santa María de Silvela
- Marquesat de Santa María de la Almudena
- Marquesat de Santa María del Villar
- Marquesat de Santa Marina
- Marquesat de Santa Marta
- Marquesat de Santiago
- Marquesat de Santiago d'Oropesa
- Marquesat de Santillana
- Marquesat de Santo Floro
- Marquesat de Santurce
- Marquesat de Sargadelos
- Marquesat de Sarachaga
- Marquesat de Sarria
- Marquesat de Selva Alegre
- Marquesat de Sentmenat
- Marquesat de Serdañola
- Marquesat de la Sierra
- Marquesat de Sierra Bullones
- Marquesat de Sierra Nevada
- Marquesat de Siete Iglesias
- Marquesat de Silvela
- Marquesat de Sobremonte
- Marquesat de Sobroso
- Marquesat del Socorro
- Marquesat de los Soidos
- Marquesat de la Solana
- Marquesat de Solas
- Marquesat de Somosánchez
- Marquesat de Somosierra
- Marquesat de Sot
- Marquesat de Sotoflorido
- Marquesat de Sotomayor
- Marquesat de Spínola
- Marquesat de Suanzes

## T
- Marquesat de las Taironas
- Marquesat de Tamarit
- Marquesat de Tarazona
- Marquesat de Tarradellas
- Marquesat de Tàpies
- Marquesat de Távara
- Marquesat de Tejares
- Marquesat de Tenebrón
- Marquesat de Tenerife
- Marquesat de Torralba
- Marquesat de la Torre de Carrús
- Marquesat de la Torre de Esteban Hambrán
- Marquesat de Torremayor
- Marquesat de Torrenueva
- Marquesat de Tolosa
- Marquesat de Torneros
- Marquesat del Toro
- Marquesat de Torrebermeja
- Marquesat de Torreblanca
- Marquesat de Torre-Blanca
- Marquesat de Torre Campo
- Marquesat de Torre de las Sirgadas
- Marquesat de Torrecilla
- Marquesat de Torre Hermosa
- Marquesat de Torrelaguna
- Marquesat de Torrelavega
- Marquesat de Torre-Manzanal
- Marquesat de Torre Milanos
- Marquesat de Torre Tagle
- Marquesat de Torre de Soto
- Marquesat de Torres de Mendoza
- Marquesat de las Torres de Rada
- Marquesat de Torresoto
- Marquesat de Torroja
- Marquesat del Trebolar
- Marquesat de Triano
- Marquesat del Túria

## U
- Marquesat d'Ugena
- Marquesat d'Ugena de la Lastra
- Marquesat d'Unza del Valle
- Marquesat d'Ureña
- Marquesat d'Urquijo
- Marquesat d'Ustáriz

## V
- Marquesat de Valbuena
- Marquesat de Valdecañas
- Marquesat de Valdecarzana
- Marquesat de Valdesevilla
- Marquesat del Vadillo
- Marquesat del Vado
- Marquesat de Valcerrada
- Marquesat de la Valdavia
- Marquesat de Valdespina
- Marquesat de Valdefuentes
- Marquesat de Valdegamas
- Marquesat de Valdegema
- Marquesat de Valdehoyos
- Marquesat de Valdelirios
- Marquesat de Valdelomar
- Marquesat de Valdeloro
- Marquesat de Valdeolivo
- Marquesat de Valdeolmos
- Marquesat de Valderas
- Marquesat de Valderrábano
- Marquesat de Valdeterrazo
- Marquesat de Valdetorres
- Marquesat de Valdunquillo
- Marquesat de Valenzuela
- Marquesat de Valero
- Marquesat de Valparaíso
- Marquesat de Valle Cerrato
- Marquesat del Valle de Oaxaca
- Marquesat del Valle de la Reina
- Marquesat del Valle de Rivas
- Marquesat del Valle de Santiago
- Marquesat del Valle de Tena
- Marquesat del Valle del Toxo
- Marquesat de Vallehermoso
- Marquesat de Valterra
- Marquesat de Valtierra
- Marquesat de Valverde
- Marquesat de Valverde de la Sierra
- Marquesat de Varela de San Fernando
- Marquesat de Vargas
- Marquesat de Vargas Llosa
- Marquesat del Vasto
- Marquesat de la Vega
- Marquesat de Velada
- Marquesat de Velasco
- Marquesat de los Vélez
- Marquesat de Vellisca
- Marquesat de Viana
- Marquesat de Viance
- Marquesat de Viesca de la Sierra
- Marquesat de Vigón
- Marquesat de Vilanant
- Marqués de Villa Alcázar
- Marquesat de Villablanca
- Marquesat de Villacastel de Carrias
- Marquesat de la Villa de Pesadilla
- Marquesat de Villadarias
- Marquesat de Villa Alegre de Castilla
- Marquesat de Villa de San Andrés
- Marquesat de Villafranca del Bierzo
- Marquesat de Villafranca del Pitamo
- Marquesat de Villafuerte 1680 (Molina)
- Marquesat de Villafuerte 1683 (Urdanegui)
- Marquesat de Villafuerte 1707 (Madariaga)
- Marquesat de Villagarcía
- Marquesat de Villagodio
- Marquesat de Villagracia
- Marquesat de Villahermosa
- Marquesat de Villahermosa de Alfaro
- Marquesat de Villalba 1567 (Suarez de Figueroa)
- Marquesat de Villalba 1662 (Villanueva)
- Marquesat de Villalba de los Llanos
- Marquesat de Villalobar
- Marquesat de Villalópez
- Marquesat de Villalta
- Marquesat de Villamagna
- Marquesat de Villamanrique
- Marquesat de Villamantilla
- Marquesat de Villamantilla de Perales
- Marquesat de Villamarta-Dávila
- Marquesat de Villamayor
- Marquesat de Villamayor de las Ibernias
- Marquesat de Villamayor de Santiago
- Marquesat de Villamediana
- Marquesat de Villamejor
- Marquesat de Villamizar
- Marquesat de Villamor
- Marquesat de Villanueva del Castillo
- Marquesat de Villanueva del Duero
- Marquesat de Villanueva del Fresno
- Marquesat de Villanueva del Prado
- Marquesat de Villanueva del Río
- Marquesat de Villanueva del Río y Minas
- Marquesat de Villanueva de la Sagra
- Marquesat de Villanueva de las Torres
- Marquesat de Villanueva de Valdueza
- Marquesat de Villanueva y Geltrú
- Marquesat de Villapanés
- Marquesat de Villapuente de la Peña
- Marquesat del Villar
- Marquesat de Villar del Águila
- Marquesat del Villar de Grajanejos
- Marquesat de Villar del Tajo
- Marquesat de Villar Mir
- Marquesat de Villarias
- Marquesat de Villarreal
- Marquesat de Villareal de Álava
- Marquesat de Villareal de Burriel
- Marquesat de Villarrica de Salcedo
- Marquesat de Villarrubia de Langre
- Marquesat de Villaseca
- Marquesat de Villasegura
- Marquesat de Villasidro
- Marquesat de Villasierra
- Marquesat de Villasinda
- Marquesat de Villasor
- Marquesat de Villatorcas
- Marquesat de Villatorre
- Marquesat de Villatoya
- Marquesat de Villaurrutia
- Marquesat de Villavelviestre
- Marquesat de Villaverde
- Marquesat de Villaverde de Aguayo
- Marquesat de Villaverde de Limia
- Marquesat de Villaverde de San Isidro
- Marquesat de Villaviciosa
- Marquesat de Villaviciosa de Asturias
- Marquesat de Villavieja
- Marquesat de Villaytre
- Marquesat de Villel
- Marquesat de Villena
- Marquesat de Villora
- Marquesat de Villores
- Marquesat de Villota
- Marquesat de la Vilueña
- Marquesat de Viluma
- Marquesat de Vinent
- Marquesat del Viso
- Marquesat de Vista Alegre
- Marquesat de Vistabella
- Marquesat de Vivanco
- Marquesat de Vivel
- Marquesat de Vivola
- Marquesat de Vivot

## X
- Marquesat de Ximénez de Tejada

## Y
- Marquesat de Yanduri
- Marquesat d'Ybarra (no s'ha de confondre amb el Marquesat d'Ibarra)
- Marquesat de Yurreta y Gamboa

## Z
- Marquesat de Zabalegui
- Marquesat de Zafra
- Marquesat de Zahara
- Marquesat de Zambrano
- Marquesat del Zarco
- Marquesat de Zarreal
- Marquesat de Zarza Real de Veas
- Marquesat de Zelada de la Fuente
- Marquesat de Zendrera
- Marquesat de Zornoza
- Marquesat de Zugasti
- Marquesat de Zurgena
- Marquesat de Zuya